# Pésicos

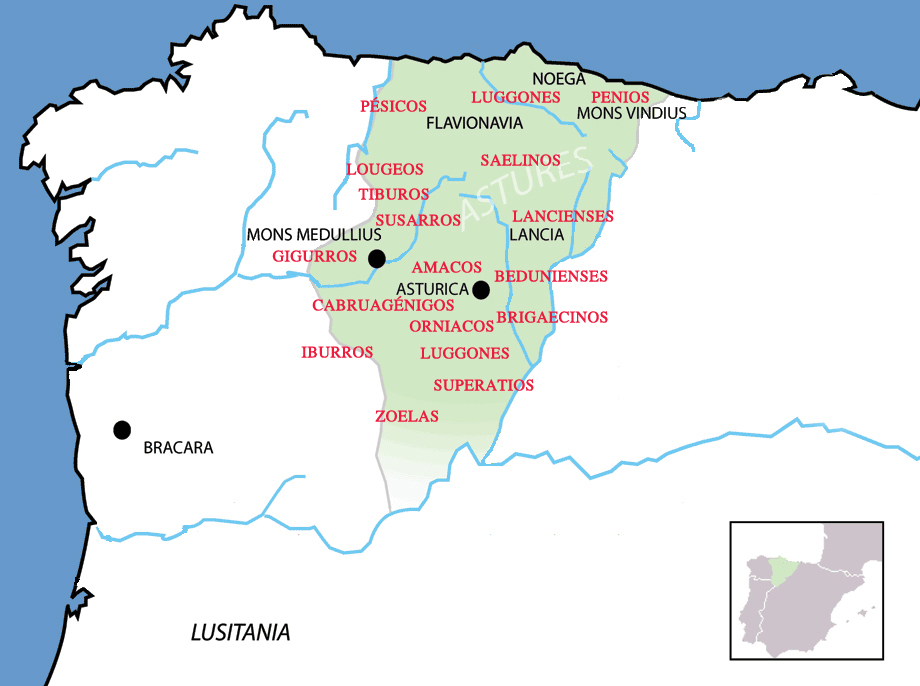
Pueblos astures en el Conuentus Asturicensis, entre los que se encuentra los pésicos en la costa.

Los pésicos eran uno de los populi mencionados por las fuentes clásicas grecorromanas entre los astures transmontanos.
El territorio de los pésicos ocupaba, siempre según los testimonios de los autores grecolatinos, el sector centro-occidental del litoral asturiano: desde la base oriental del cabo de Peñas, hasta el límite occidental de Valdés y por el interior hasta las crestas de la cordillera Cantábrica ocupando, también, la margen izquierda del Nalón. En textos de épocas posteriores, siglo IV y siglo VII, se habla de los pésicos como habitantes del valle del Narcea. Esta reducción de su territorio podría ser explicada apoyándose en el nombre de este pueblo (paesici del latín pasco, ‘apacentar’) que podría significar ‘pastores’. Este pueblo se dedicaría a un pastoreo trashumante al estilo de algunos ganaderos alpinos o escandinavos y en la península entre los vaqueiros de alzada asturianos. Si esto fuera así, el avance de las tierras de cultivo y de la propiedad privada, propiciadas por los romanos, empujarían a los pésicos hacia los puertos de montaña.

## Historia
La actual parroquia asturiana de Pravia está considerada como la Flavium Avia que nombra Vespasiano y que fue capital de los Pésicos.
El rey Silo (sexto rey de la monarquía asturiana, muerto en 783) era de origen pésico y se cree que pudo ser ese uno de los motivos que tuvo para trasladar la capital desde Cangas de Onís a Pravia.
Los pésicos o paesicos también habitaron territorio leonés,  como el valle de Laciana y parte de Babia y Omaña, dejando numerosos castros como testimonio de su presencia.

## Asentamientos pésicos
- Beriso (Salas), capital;
- Flavionavia (Pravia, junto al Nalón);
- Allande (cerca del embalse más pequeño del río Narcea);
- Cabarci (Salas).
- Arganza (Tineo)

- Datos: Q3781377